# Liste des délégués départementaux actuels haïtiens
 (août 2023).
Cette page dresse la liste des délégués actuels[Quand ?] dans les 10 départements d’Haïti.

## Délégués départementaux
| Département | Nom                          | Depuis (le)       |
| ----------- | ---------------------------- | ----------------- |
| Artibonite  | Herby Dalencourt             | 30 mars 2017      |
| Centre      | Marie Denise Bernadeau       | 30 mars 2017      |
| Grand’Anse  | Lhen Schiller Torchon        | 30 mars 2017      |
| Nippes      | Morel Esperance Berard       | 25 septembre 2019 |
| Nord        | Antonio Jules                | 30 mars 2017      |
| Nord-Est    | Yrline Cadet                 | 15 février 2016   |
| Nord-Ouest  | Owell Théock                 | 30 mars 2017      |
| Ouest       | Joseph Pierre Richard Duplan | 30 mars 2017      |
| Sud         | Max Serge Daniel             | 30 mars 2017      |
| Sud-Est     | Pierre Michel Lafontant      | 30 mars 2017      |